# Зачеперство

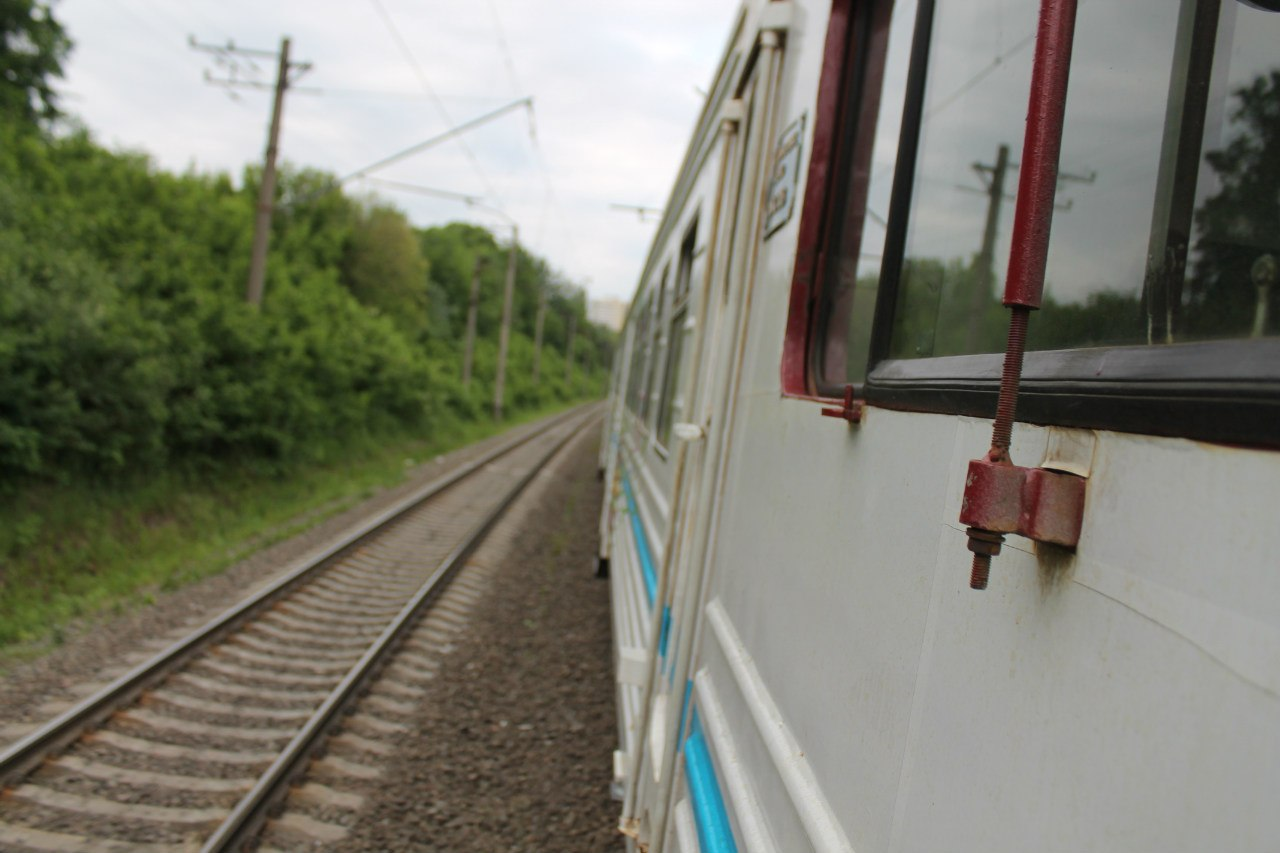
Задній зчеп ЕПЛ9Т очима зачепера. Ділянка Сирець — Вишгородська, Київ, 2012 рік.

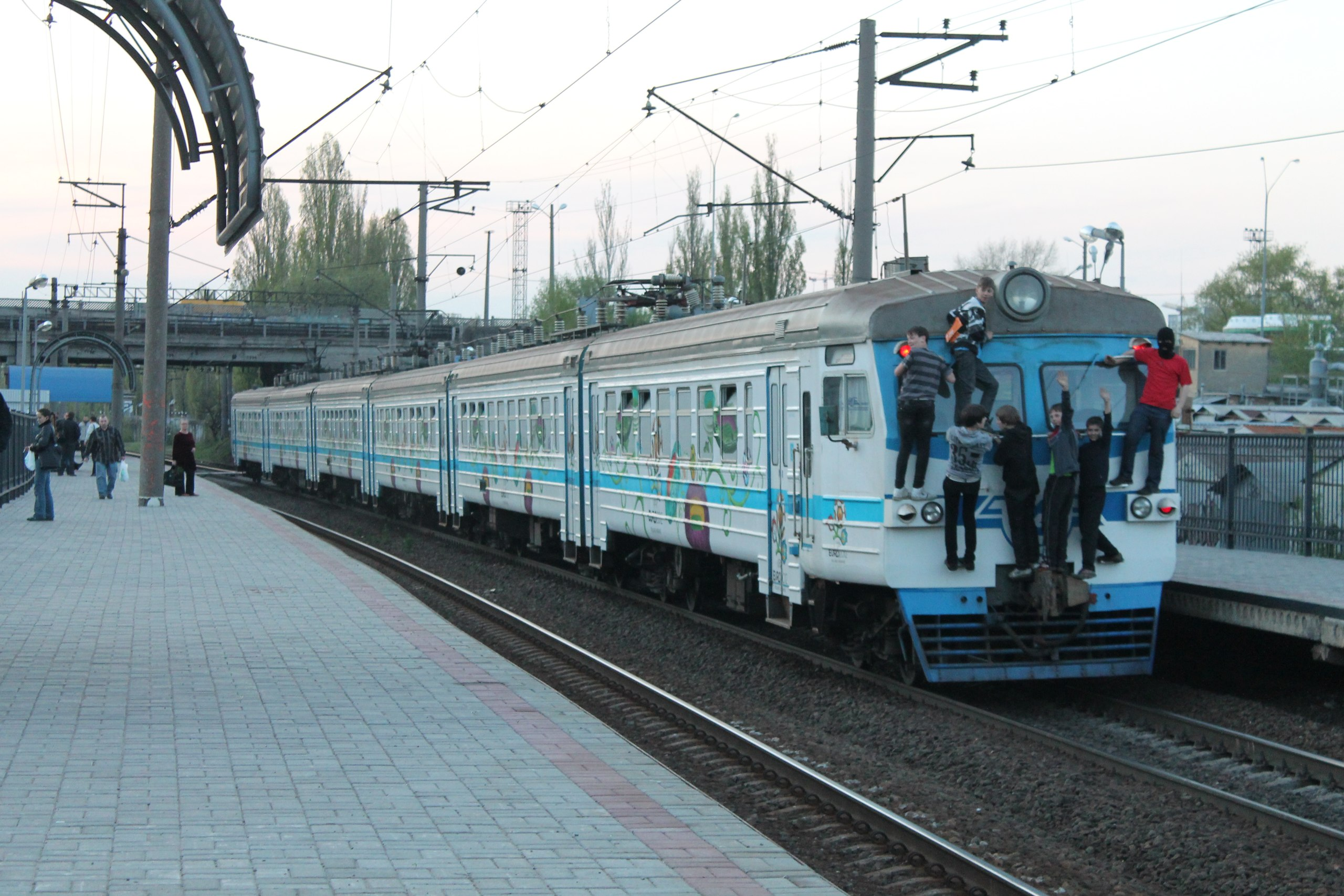
Підлітки на задній кабіні машиніста, зупинка «Лівобережна»

Зачеперство, також трейнсерфінг, — спосіб переміщення, проїзд на автозчепах вагонів, поручнях та підніжках, на гальмівних майданчиках, та у відкритих кузовах (вантажних вагонів), на міжвагонних буферах та розетках та на дахах поїздів чіпляючись за зовнішню арматуру вагона. Люди, що практикують цей небезпечний вид пересування називають себе «зачеперами» або «трейнсерферами».

## Загальний опис
Трейнсерфінг зазвичай розглядається особами, що його практикують, як екстремальна розвага, або ж як вільний спосіб їзди при поїздці потягом куди-небудь, котрий в порівнянні з їздою у вагоні має низку переваг:
- Отримання задоволення від швидкості і процесу їзди;
- Розширений огляд навколишньої місцевості в порівнянні з видом з вікна вагона;
- Можливість проїхати з відносним комфортом при переповненості вагона або сильної спеки;
- Можливість заощадити на оплаті проїзду;
- Можливість встигнути застрибнути на поїзд під час відправлення або зістрибнути з нього на ходу до повної зупинки.

## Історія
Явище проїзду на транспортних засобах назовні існувало до появи перших залізниць. Для деяких перших залізниць проїзд на дахах, підніжках та в вагонах відкритого типу був звичайним явищем. Згодом, внаслідок збільшення розмірів і швидкостей поїздів, для підвищення безпеки пасажирів практично всі пасажирські вагони стали випускати повністю закритими. При цьому проїзд назовні пасажирських поїздів як правило застосовувався тільки для безквиткового проїзду. У 19 столітті сам по собі проїзд поза межами салону потяга в багатьох країнах не вважався порушенням, проте таким був безквитковий проїзд.
З початку 20 століття в епоху появи і розвитку трамвайних ліній в містах Європи, у міру зростання населення трамваї в годину пік стали ходити переповненими. Це призвело до того, що ряд пасажирів, які не зуміли влізти в салон, стали практикувати зовнішню їзду на зчепах, підніжках і поручнях біля дверей вагонів, а іноді також забиралися на дах. Явище масової їзди на трамваях поза межами салону поступово поменшало лише на початку другої половини 20 століття у зв'язку з випуском на лінії нових трамваїв і вживанням заходів з боку транспортних підприємств та міліції з підвищення безпеки пасажироперевезень, тому з часом ззовні трамваїв продовжували кататися в основному лише діти і підлітки.
Починаючи з другої половини 20 століття рівень поширеності трейнсерфінгу в багатьох країнах Європи значно знизився, проте він продовжував використовуватися мандрівниками як безкоштовний і вільний спосіб пересування на товарному або пасажирському поїзді далекого прямування. Наприклад відомо, що на початку 50-х років під час навчання в інституті майбутній президент Росії Борис Єльцин здійснив двомісячну поїздку по країні, пересуваючись на дахах і підніжках вагонів, в ході якої потрапив в неприємну історію, граючи в «буру» з кримінальниками, які також їхали на даху потягу.

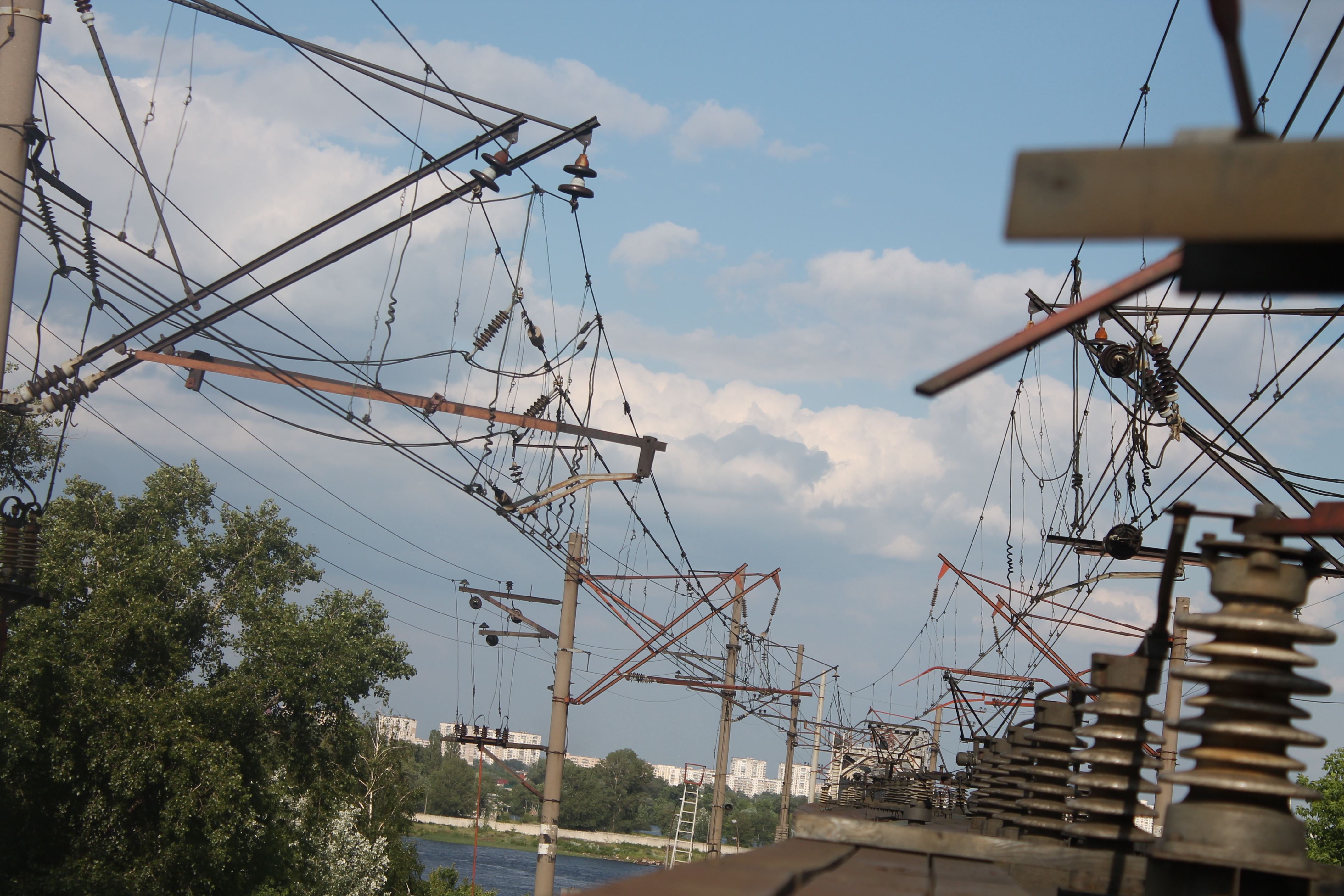
Руфрайд електропоїзда ЕР9

## Сучасний стан
Трейнсерфінг масово поширений в деяких країнах Південної і Південно-Східної Азії та Африки, де подібний спосіб пересування нерідко може бути вимушеним заходом внаслідок крайнього переповнення поїздів. Останнім часом залізничні компанії в цих країнах намагаються вжити заходів для зниження проявів даного явища. На деяких залізницях поїздка зовні потяга має легальний статус і навіть іноді використовується як атракціон для туристів. У більшості інших країн, де трейнсерфінг заборонений правилами користування, він має різний рівень розвитку та існує на рівні екстремального молодіжного хобі чи способу безкоштовної подорожі, проте практично скрізь присутній проїзд на товарних поїздах. В Японії, незважаючи на сильну переповненість поїздів метро і приміських електричок, зачеперство як таке практично відсутнє.
В Європі трейнсерфінг найбільший розвиток отримав в Росії в Московській і Ленінградській області та в Україні в Київській області, особливо на приміських поїздах. У Москві і Московській області, за оцінками експертів, кількість зачеперів приблизно дорівнює 20 тисячам людей, при цьому найпопулярнішими напрямками є Ярославський і Горьківський.
В Україні трейнсерфінг з'явився відносно недавно, переважна кількість зачеперів у Києві, та Київській області. У столиці найпопулярніші приміські там міські електропоїзди, а також метро. Зокрема, в Києві практикують майже всі види зачеперства, також нещодавно столичні зачепери проїхали на андер-вагон-райді та фронт-руфрайді.
Також зачепери є у Одесі, Донецькій області, та у Вінниці.
Якщо раніше у Києві кожен трейнсерфер знав один одного, то зараз їх можна зустріти на кожному другому електропоїзді.

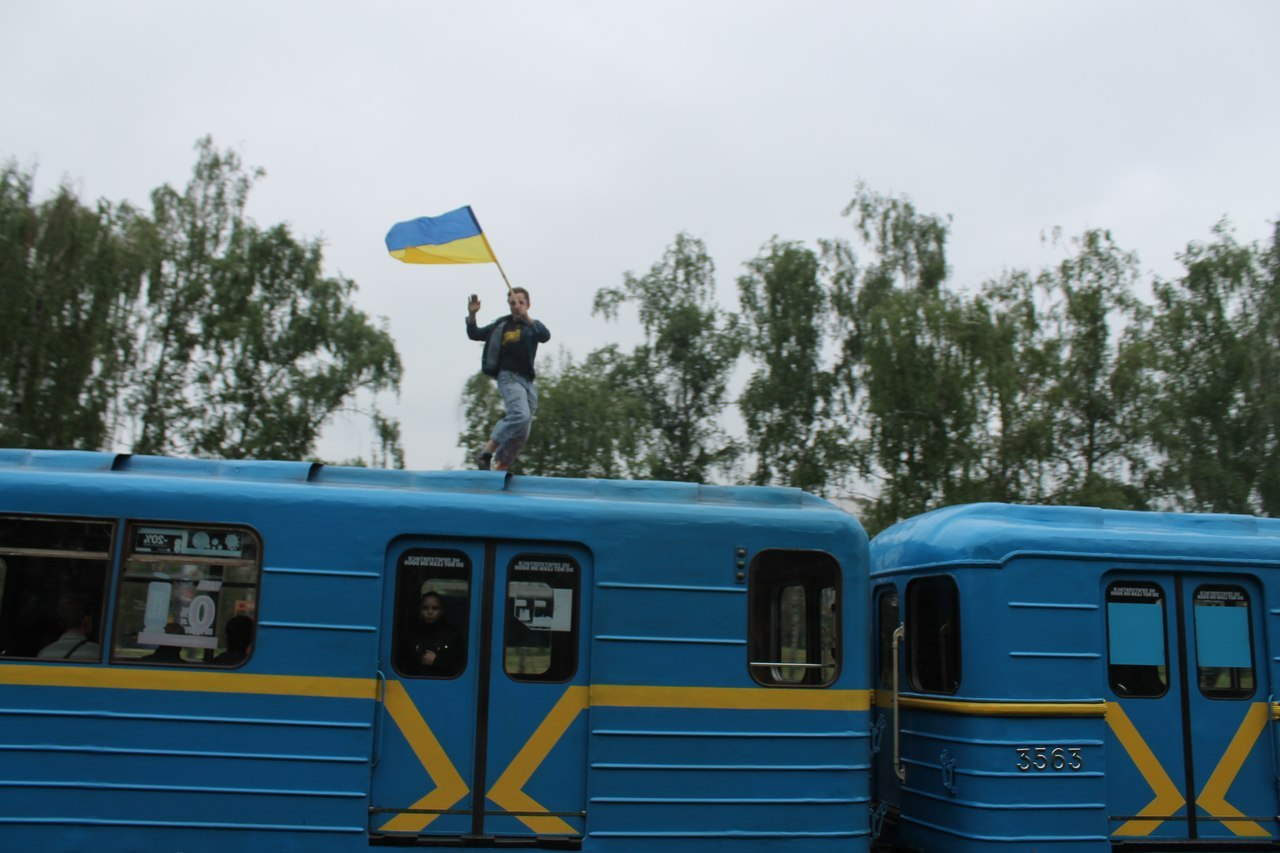
Святковий руфрайд метро на честь Дня Перемоги.

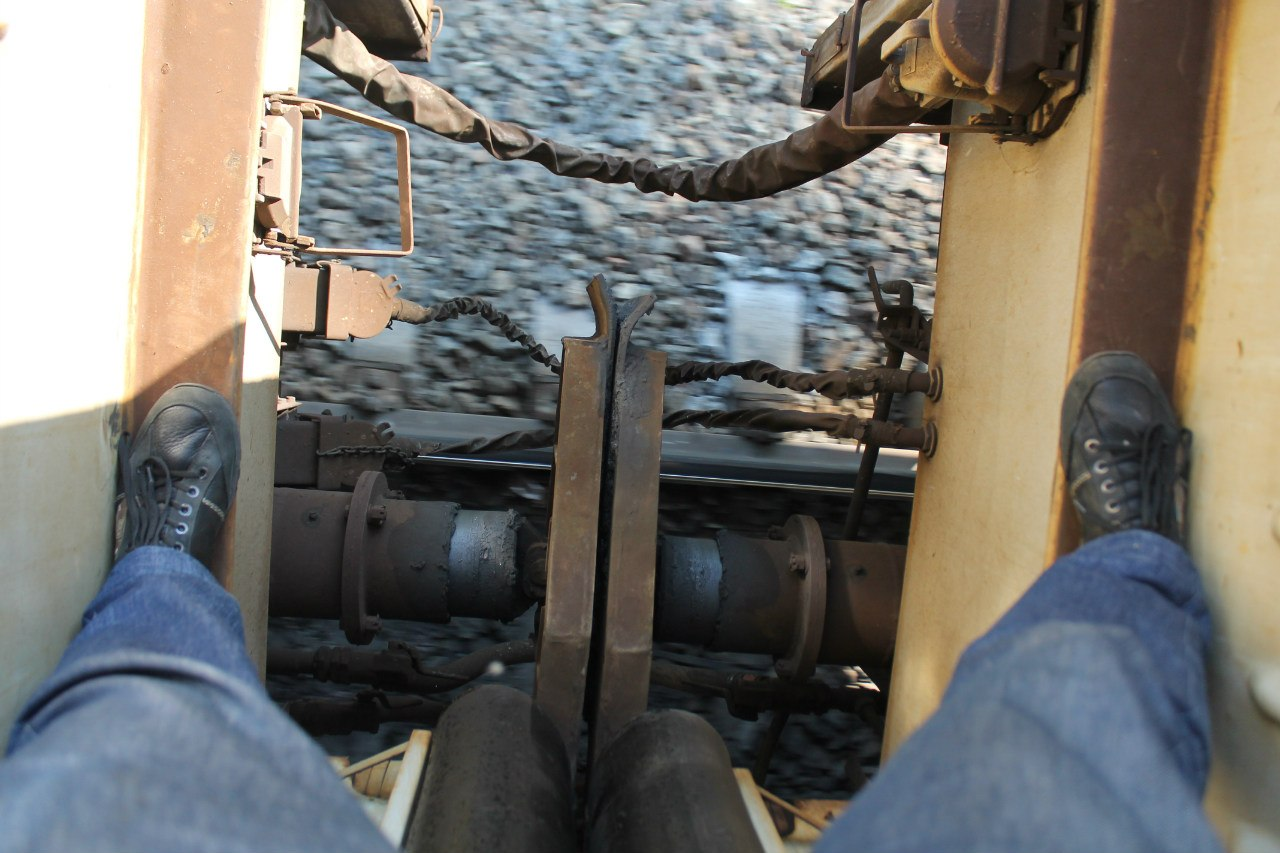
Бітвінвагонрайдінг на ЕПЛ9Т

## Різновиди
Трейнсерфінг найпоширеніший на приміських електропоїздах. Також існують більш екстремальні (і відповідно більш небезпечні для життя) види трейнсерфінгу, що вимагають більшої підготовки з боку особи, яка його практикує. Зачеперство на поїзді метрополітену (називають також як метро-серфінг) вважається найнебезпечнішим через габарити тунелів і відсутності освітлення, особливо небезпечним є проїзд на даху метропоїздів. При їзді на вантажних поїздах (трейнхопі) слід враховувати різкі ривки вагонів при розгоні, гальмуванні і проходженні підйомів і спусків, які на пасажирських поїздах практично відсутні, а при проїзді на поїзді далекого прямування або швидкісному поїзді основними факторами небезпеки є велика швидкість і тривалість поїздки, а також відсутність властивих приміським поїздам конструкцій для вилізання і поїздки. Існують і менш небезпечні різновиди трейнсерфінгу, наприклад проїзд назовні вузькоколійного поїзда або на задньому зчепі трамвая.
Крім того, трейнсерфінг класифікують на кілька основних різновидів залежно від місця проїзду:
- Бекрайдінг, бексайдзачеперство — проїзд на задньому торці хвостового вагону. Широко поширений на електропоїздах і трамваях, вважається одним з найбезпечніших видів зачеперства, оскільки, у разі падіння, зачепер не потрапляє під колеса і у нього залишаються шанси отримати мінімальні травми та вижити.
- Фронтрайдінг, фронт-зачеперство — проїзд на передньому торці головного вагона і локомотива. Вважається більш небезпечним, ніж проїзд ззаду, оскільки під час поїздки зачепер піддається впливу зустрічного вітру і ризикує загинути у разі падіння під колеса або зіткнення поїзда з перешкодою. Крім того, при такому проїзді трейнсерфер як правило змушений їхати в «мертвій» зоні, щоб не опинитися поміченим з боку машиніста, що нерідко передбачає їзду в незручному становищі.
- Сайдрайдінг — проїзд збоку на дверях, дзеркалах або вікнах вагона. Даний спосіб проїзду вважається досить небезпечним через наявність габаритних зближень (світлофорів, високих платформ), тому як правило використовується тільки при вилізанні чи спуску при невеликій швидкості, або на перевірених перегонах, на яких відсутні сильні габаритні зближення.
- Бітвінвагонрайдінг, міжвагонне зачеперство — проїзд між вагонами на буферах, розетках і сходах, або зверху на міжвагонному суфле або «гармошці». Через можливість потрапити під колеса у випадку зриву і складності вилізання та спуску з низької платформи або з насипу, вважається більш небезпечним, ніж проїзд ззаду. Має широке поширення на всіх типах пасажирських потягів через непомітність зачепера з боку міліції та працівників залізниці.
- Руфрайдінг — проїзд на даху. Вважається одним з найнебезпечніших видів трейнсерфінгу через наявність контактної мережі та електроустаткування на даху вагона або низьких перешкод над дахом, а також певної складності і небезпеки процесу вилізання або спуску з даху на ряді поїздів.
- Андервагонрайдінг — проїзд під вагоном, як правило на вагонних візках. Також вважається одним з найнебезпечніших способів через складність знайти зручне положення і ймовірності зачепитися за обертову вісь колісної пари.

## Небезпека
Проїзд назовні поїзда є значно більш небезпечним, ніж проїзд у вагоні. Це пов'язано як з відсутністю елементів пасивної безпеки ззовні вагона, так і з тим, що зачепер повинен постійно контролювати навколишнє оточення, мати хорошу фізичну підготовку, реакцію і бути зібраним, а також розуміти пристрої та конструкцію рухомого складу вагонів і передбачувати можливі небезпеки. На думку запеклих зачеперів, даний спосіб проїзду при дотриманні певних правил обережності є безпечним, проте нерідкі випадки загибелі або каліцтва трейнсерферів при катанні назовні поїзда. Найчастіше травмуються діти через відсутність у них належного рівня підготовки і розуміння всіх небезпек і особливостей пристрою рухомого складу. Крім того, серед трейнсерферів нерідко зустрічаються любителі ризику і гострих відчуттів, які з метою отримання адреналіну або фільмування трюків на камеру нехтують обережністю при поїздці, що часто призводить до нещасних випадків.
Найчастішими причинами нещасних випадків є:
- Втрата рівноваги і падіння з поїзда під час руху. Як правило це відбувається в результаті проїзду напідпитку або у поганому самопочутті з наступним відпуском рук, зневаги правилом трьох опор при переміщенні по поїзду, проїзду на ненадійних конструкціях, виконання трюків під час руху, проїзду на поїзді при відсутності дозволяють триматися руками конструкцій, обриву конструкцій поїзда через іржу і втоми металу. У зимовий час до зісковзування з поїзда також може привести обмерзання поручнів і підніжок. Крім того, при проїзді на даху швидкісного поїзда людина може впасти через сильний вітер при відсутності можливості закріпитися.
- Ураження електричним струмом при проїзді на електрифікованих лініях в результаті торкання або занадто близького наближення до контактної мережі, струмоприймача, гальмівних резисторов і високовольтних шин на даху електрорухомого складу.
- Зіткнення з перешкодами по ходу руху (наприклад, платформами, світлофорними стовпами, мостами, порталами тунелів) при проїзді за габаритом рухомого складу збоку або на даху.
- Падіння на рейковий шлях під колеса в результаті невдалого встрибування або сходу на ходу на бічну підніжку, спереду або між вагонами. Наприклад, нещасні випадки такого роду нерідко відбуваються при застрибуванні на ходу на підніжки вантажних вагонів.
- Падіння і травмування тіла в результаті зістрибування на великій швидкості на ходу.

## Критика
Трейнсерфінг регулярно піддається критиці як з боку представників залізниці та правоохоронних органів, так і з боку ряду любителів залізниць. Так, деякі з них звертають увагу на те, що дане явище завжди було широко поширене серед підлітків з неблагополучних сімей і молодих хуліганів, а його розвиток останнім часом пов'язане з увагою до зачеперства з боку засобів масової інформації. Також значна частина працівників залізниці негативно ставиться до зачеперства через те, що в разі серйозного інциденту за участю трейнсерфера рух може затриматися, а машиністи отримують психологічну травму і можуть бути піддані позбавлення премії або іншим санкціям з боку керівництва депо. Також, зважаючи на підвищену небезпеку знаходження на коліях метрополітену рештки трейнсерферів прибирають робітники метрополітену. Потім, існує точка зору про те, що люди, які подорожують назовні поїздів, своїм прикладом агітують на вчинення подібних дій інших дітей, які не мають належної підготовки і знань для здійснення безпечного проїзду і легковажно ставляться до зачеперства, що призводить до великої кількості інцидентів з їх участю. Існує також точка зору, що багатьма зачеперами небезпека їх вчинків не усвідомлюється чи помітно занижується. Крім того, деякі залізничні аматори — фотографи несхвально ставляться до зачеперів, оскільки останні своїм видом заважають фотографувати поїзди, загороджуючи їх і псуючи композицію кадру при фільмуванні.

## Покарання і заходи протидії

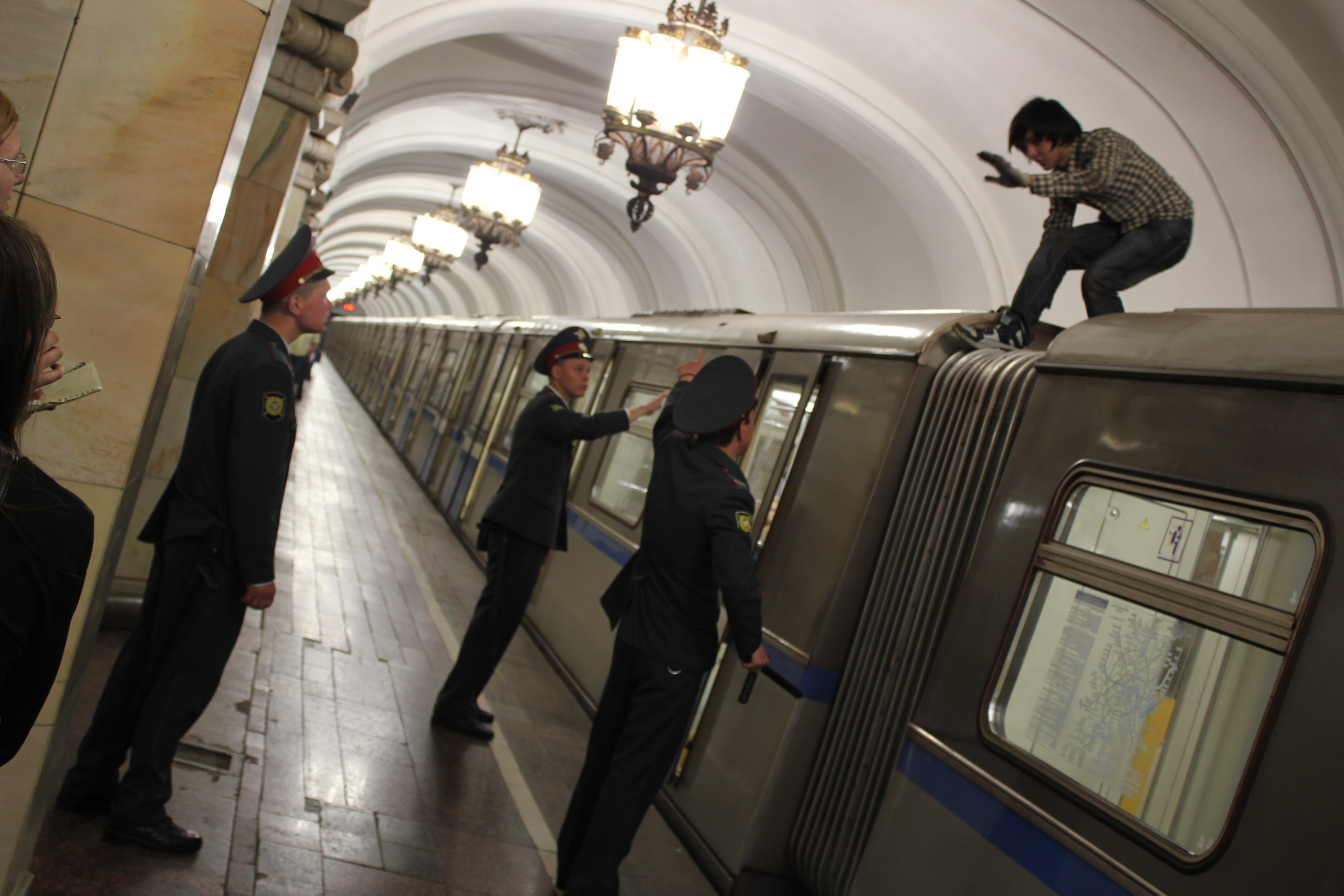
Співробітники поліції в Московському метрополітені змушують злізти трейнсерфера, як проїжджає на гармошці поїзда «Русич»

На більшості залізниць світу трейнсерфінг є порушенням правил проїзду пасажирів та адміністративного законодавства.
В Україні зачеперство на залізницях загального користування карається штрафом в розмірі від семи до п'ятнадцяти неоподатковуваних мінімумів доходів громадян (від 119 до 255 гривень) відповідно до статті 109 Кодексу України про Адміністративні правопорушення. Розміри штрафів за зачеперство на трамваях і безрейковому транспорті на дорогах загального користування встановлюється обласними адміністративними кодексами. У метрополітенах Україні трейнсерфінг прямо не заборонено правилами користування, однак він зазвичай розцінюється як самовільне проникнення сторонніх осіб у виробничі приміщення (в цьому випадку — в тунель), що, своєю чергою, є порушенням і передбачає накладення штрафу, розмір якого також регулюється обласними кодексами про Адміністративні правопорушення.
У європейських країнах штрафи за проїзд на поїзді зовні можуть бути значно вище. Наприклад в Німеччині відповідно до місцевого законодавства про залізничний транспорт (§ 28 пункт 1 порушення № 9), особи займаються трейнсерфінгом, можуть каратися штрафом до 50 000 Євро.
Найпоширенішою мірою боротьби з зачеперами є проведення поліцією рейдів та профілактичних бесід, а також розвішування залізничниками плакатів, що попереджають про небезпеку. Як правило, основною метою таких рейдів є неповнолітні підлітки.
В Індонезії для боротьби з зачеперами застосовуються більш радикальні заходи. Наприклад, для боротьби з їздою на дахах вагони обприскуються фарбою або маслом, а на деяких неелектрифікованих лініях встановлюються спеціальні опори з підвішеними на них бетонними кулями, які при зіткненні з людиною на швидкості можуть завдати серйозної шкоди здоров'ю або призвести до смерті.